# Beeld
Beeld (afrikaans für „Bild“) ist eine afrikaanssprachige südafrikanische Tageszeitung, die in den Provinzen Gauteng, Limpopo, Nordwest, Mpumalanga und KwaZulu-Natal (den früheren Provinzen Transvaal und Natal) erscheint. Die im Naspers-Verlag erscheinende Zeitung ist eine der größten des Landes. Sitz der Redaktion ist Johannesburg.
Die erste Ausgabe von Beeld erschien am 16. September 1974. Damit begann der Verlag Naspers aus Kapstadt auf dem Pressemarkt in Transvaal mit den übrigen afrikaanssprachigen Zeitungen zu konkurrieren. Heute ist Beeld die einzige afrikaanssprachige Tageszeitung in diesem Gebiet. Die Auflage stieg konstant an und liegt heute bei etwa 200.000 Exemplaren (Stand: März 2006). Der Untertitel der Zeitung lautet Jou wêreld, jou koerant („Deine Welt, Deine Zeitung“).